# Lygropia euryclealis
Lygropia euryclealis là một loài bướm đêm trong họ Crambidae.